# Ятрань (село)
Ятрань (укр. Ятрань, до 1967 — Когутовка) — село в Подвысоцкой сельской общине Голованевского района Кировоградской области Украины.
До 2020 года входило в Новоархангельский район
Население по переписи 2001 года составляло 417 человек. Почтовый индекс — 26134. Телефонный код — 5255. Код КОАТУУ — 3523688501.